# Undheim
Undheim is een plaats in de Noorse gemeente Time, provincie Rogaland. Undheim telt 457 inwoners (2007) en heeft een oppervlakte van 0,43 km².